# ドラミちゃん 青いストローハット
『ドラミちゃん 青いストローハット』（ドラミちゃん あおいストローハット）は、ドラえもんの妹ドラミの活躍を描いた映画。1994年3月12日公開。

## 概要
『ドラえもん のび太と夢幻三剣士』の同時上映作品として製作された、ドラミの主演映画第4作目。ドラミ主演の最後の映画でもあり、旧キャスト陣で制作されたドラミ映画の最終作品でもある。
ノビスケ、のび太の先祖、セワシたちを描いた前3作に続き、本作では人間キャラクターが一切登場せず、ロボットのキャラクターのみの交流や活躍が見られる作品である。
なおタイトルの由来は、準主役であるクロウがかぶっている青い麦藁帽子。
過去3作品の「ドラミちゃん」シリーズは主題歌に山野さと子「ハロー!ドラミちゃん」が使用されていたが、当作品ではKUKOが歌う「友達なのに」が使用された。
それまでのドラえもん映画作品は、アスペクト比4:3で撮影された画面に上下マスクをかけて上映するマスキング・ビスタ方式が採用されていたが、本作は初めて16:9で撮影された作品である（その後しばらくこの方法は充電され、1998年公開の「ドラえもん のび太の南海大冒険」から本格的に導入された）。
原作は藤子・F・不二雄、監督は安藤敏彦。
配給収入、観客動員数、配給は『のび太と夢幻三剣士』を参照。

## 物語
22世紀のトーキョー・ギンザ。ドラミは偶然見かけたカカシ型ロボット・クロウが忘れ物をしたのを見て、それを届けようと彼を追って妙な家へ入り込んだところ、見知らぬ世界へと迷い込んでしまう。
そこではクロウが城から放り出され、慌ててドラミが彼を助ける。彼は憧れのオーロラ姫の舞踏会に来たものの、カカシは身分不相応として締め出されてしまったのだ。所詮自分はカカシ……と自信をなくすクロウだがドラミに勇気付けられ、共にオーロラ姫の城を目指す。
数々の障害や敵を乗り越え、2人は遂に城の前に辿り付いた。扉を開ければ、憧れの姫はもう目の前。だがクロウは扉を開けようとはしない。彼は姫に会うことよりも大事なことに気づいたのだ。

## 登場人物
ドラミ
声 - 横沢啓子（現・よこざわけい子）
『ドラえもん』の主人公・ドラえもんの妹ロボット。偶然出会ったクロウをなぜか放っておけず、共に魔宮へ向かう。
クロウ
声 - 関俊彦
カカシ型ロボット。オーロラ姫に憧れ、結婚相手を決めるための舞踏会に出ようとするが締め出されてしまう。ドラミに救われ、勇気を振り絞って魔宮を目指す。
ビッグ
声 - 郷里大輔
オーロラ姫の舞踏会の出席者の1人で、身長5mはあろうかという巨漢。ドラミとクロウに襲いかかるが、ドラミの道具で頭に雷を落とされ、崩れ去った。
フェイス
声 - 速水奨
オーロラ姫の舞踏会の出席者の1人。あらゆるものを石化する光線を目から放つ。ドラミ達を石にしようとしたが、クロウの持っていたコンパクトの鏡で光線を跳ねかえされ、自らが石化した。
ポンプ
声 - 龍田直樹
オーロラ姫の舞踏会の出席者の1人。大水を吹き出し、激流を起こしてドラミたちを苦しめるが、ドラミのリボンで口を塞がれ、更にその縛っているリボンの上に溺れているクロウが乗っかったために、その重みで水の中へと転落した。
ハート
声 - 神代知衣
ビッグの本体で、その名の通りハート型の小型ロボット。ビッグのボディが破壊されても、その破片を操ってなおドラミたちを追う。しかし、クロウの猟銃によりその破片は一撃で破壊され、更に自分も弾のようにぶっ飛ばされた。
オーロラ姫
魔法に包まれた魔宮の奥の城に住む美しい王女。

## スタッフ
- 原作 - 藤子・F・不二雄
- 監督 - 安藤敏彦
- 脚本 - 丸尾みほ
- 作画監督・レイアウト - 高倉佳彦
- 美術監督 - 明石聖子
- 撮影監督 - 熊谷正弘
- 録音監督 - 大熊昭
- 音楽 - 田中公平
- 動画チェック - 加来哲郎
- 色指定 - 照屋美和子
- 原画 - 尾鷲英俊、林静香、高倉佳彦、佐々木正勝
- 動画 - ダイゾープロ、あすなろスタジオ、テレコムアニメーションフィルム
- 仕上 - トレーススタジオM
- 特殊効果 - 土井通明
- 背景 - スタジオユニ
- 撮影 - 東京アニメーションフィルム
- 編集 - 岡安プロモーション
- 効果 - 松田昭彦（フィズサウンドクリエイション）
- 録音スタジオ - APUスタジオ
- 録音 - 柴田信弘、赤座聡子
- 録音制作 - オーディオプランニングユー
- 制作アシスタント - 飯草良花
- タイトル - 道川昭
- 現像 - 東京現像所
- 制作進行 - 志村宏明
- 制作デスク - 小倉久美
- プロデューサー - 別紙壮一、増子相二郎、小泉美明
- 制作協力 - 藤子プロ、ASATSU
- 制作 - シンエイ動画、小学館、テレビ朝日

## 主題歌
「友達なのに」
作詞 - 白峰美津子、作曲 - 清岡千穂、編曲 - 野見祐二、うた - KŪKO

## 参考資料
- ビデオ 『ドラミちゃん 青いストローハット / ウメ星デンカ 宇宙の果てからパンパロパン!』 1996年、東宝。
- DVD   『ドラミちゃん 青いストローハット / ウメ星デンカ 宇宙の果てからパンパロパン!  /  2112年 ドラえもん誕生』2011年、小学館